# جيه سكريبت
جيه سكريبت (بالإنجليزية: JScript)‏ هي لغة برمجة نصية طورتها مايكروسوفت بناء على مقاييس إي سي إم ايه سكريبت (ECMAScript) و تستخدم في إنترنت إكسبلورر المطور بواسطة مايكروسوفت.